# Paper de seguretat

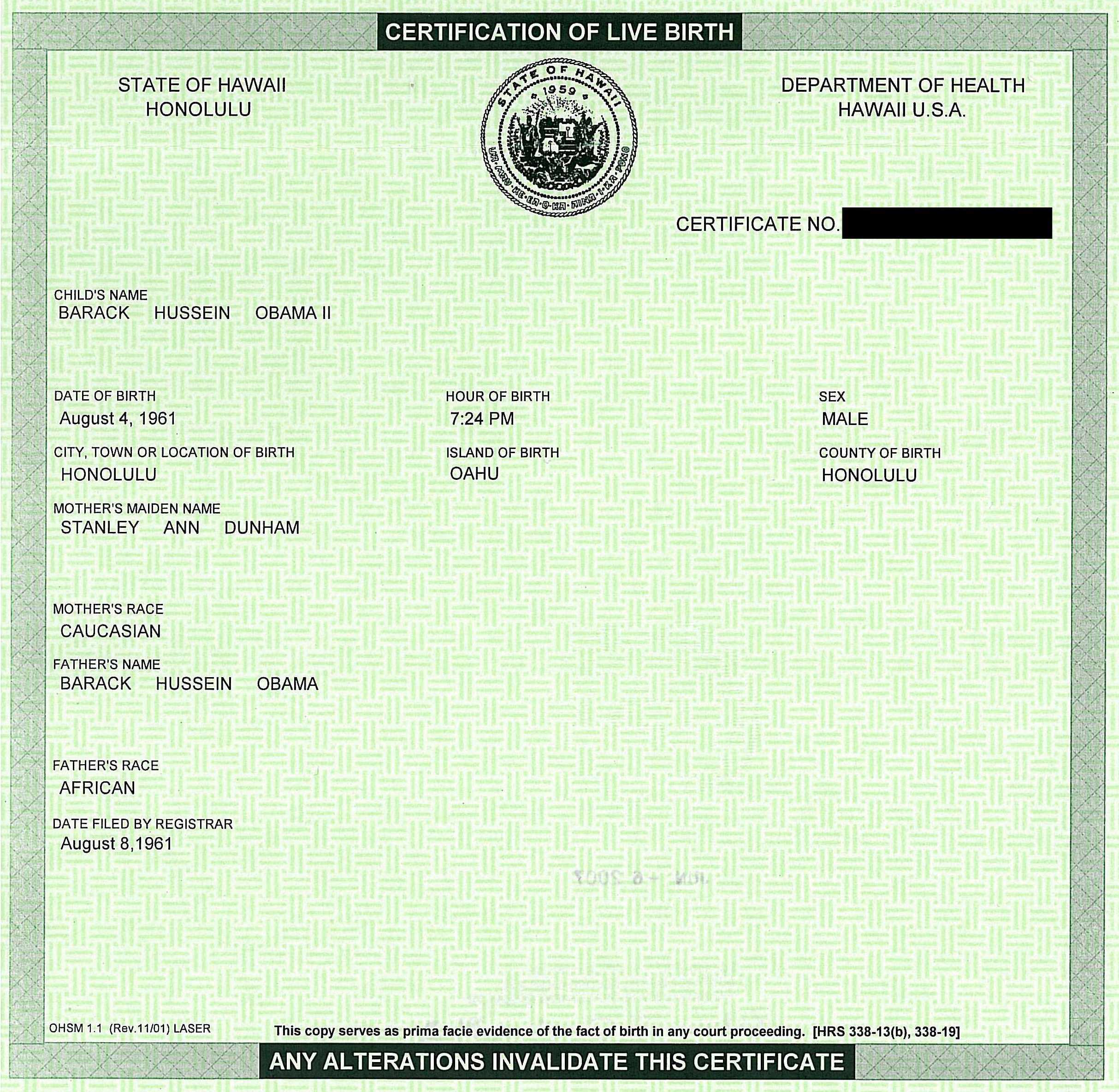
Certificat de naixement de Barack Obama en paper de seguretat

El paper de seguretat és un tipus de paper que incorpora característiques que poden servir per identificar o autenticar un document com a original o característiques que demostren la manipulació d'evidència quan s'intenta cometre un frau, per exemple per eliminar o alterar les signatures d'un xec. Exemples d'aquest tipus de papers són els utilitzats per imprimir certs certificats, com ara actes de naixement i diferents tipus de certificats escolars.